# Listă de fotografi - A
|  | Listă de fotografi - A \| Liste alfabetice de fotografi A - Ă - Â - B - C - D - E - F - G - H - I - Î - J - K - L - M - N - O - P - Q - R - S - Ș - T - Ț - U - V - W - X - Y - Z - |

## Fotografi - A
| - Aarons, Slim - Abbas - Abbott, Berenice - Abell, Sam - Achirei, Cornel - Adams, Ansel - Adams, Eddie - Adams, Robert - Aguerro, Gustavo - Alam, Mushfiqul | - Alexander, Cris - Alinari, Fratelli - Alvarez Bravo, Lola - Anema, Taco - Anderson, George Edward - Appelt, Dieter - Araki, Nobuyoshi - Arbus, Amy - Arbus, Diane | - Arden, Roy - Arnold, Eve - Arnoux, Hippolyte - Aron, Bill - Arthus-Bertrand, Yann - Asael, Anthony - Atget, Eugène - Avedon, Richard - Andu, Simion |